# Milionia diva
Milionia diva är en fjärilsart som beskrevs av Rothschild 1904. Milionia diva ingår i släktet Milionia och familjen mätare. Inga underarter finns listade i Catalogue of Life.